# HMS Hind (U39)
«Гайдн» (англ. HMS Hind (U39)) — військовий корабель, шлюп типу «Модифікований Блек Свон» Королівського військово-морського флоту Великої Британії за часів Другої світової війни.

## Історія створення
Шлюп «Гайдн» був закладений 31 серпня 1942 року  на верфі компанії William Denny and Brothers у Дамбартоні. 30 вересня 1943 року він був спущений на воду, а 11 квітня 1944 року увійшов до бойового складу Королівських ВМС Великої Британії.

## Історія служби
Після вступу у стрій шлюп «Гайдн» брав участь у забезпеченні висадки союзників в Нормандії, супроводжуючи конвої в Ла-Манші. Потім увійшов до складу Східно-Індійського флоту, прибувши у Коломбо 5 грудня 1944 року. Супроводжував конвої на лінії Калькутта-Читтагонг, підтримував операції британських військ в Бірмі. Наприкінці 1944 року увійшов до складу 60-ї ескортної групи.
Наприкінці лютого 1945 року «Гайдн» через несправності прибув до Коломбо, але місцеві підприємства не мали необхідних потужностей для ремонту, і корабель вирушив до Александрії. Там він з кінця квітня по 1 серпня пройшов ремонт і вирушив на Далекий Схід, де увійшов до складу Тихоокеанського флоту.
Перебував у складі 32-ї ескортної флотилії. З кінця 1947 року базувався у Гонконзі, де перебував у складі 1-ї ескортної флотилії.
У 1951 році корабель повернувся до Великої Британії і був виведений в резерв у Портсмуті. Наприкінці 1958 року він був зданий на злам.